# Pozoantiguo
Pozoantiguo è un comune spagnolo di 342 abitanti situato nella comunità autonoma di Castiglia e León.